# 라리사 코스타
라리사 코스타(Larissa Costa, 1984년 3월 9일 ~ )는 브라질의 모델, 미인 대회 우승자이다. 2009년 미스 브라질 우승자이며 미스 유니버스 2009에서 브라질 대표로 참가했다.